# Conjunto Histórico de la Villa de Castropol
La villa de Castropol está situada en el concejo asturiano del mismo nombre, y en el año 2004 fue declarada oficialmente Conjunto Histórico.

## Delimitación
La delimitación del Conjunto Histórico de la Villa de Castropol es la siguiente: Al Oeste, Norte y Este, la línea de costa que se desarrolla desde el vértice meridional de la parcela 16 de la manzana 91140 hasta el extremo septentrional del Muelle de la Punta, y continúa, siguiendo el costado Este de la península, hasta el lado oriental de la parcela 04 de la manzana 95135, desde donde la línea de delimitación se prolonga hasta conectar con la carretera N-634. Al Sur, el límite del Conjunto Histórico queda definido por la carretera N-634 desde el punto anteriormente descrito hasta el ángulo Sureste de la parcela 11 de la manzana 93113, desde donde sigue por la divisoria entre esta parcela y la 12 de la manzana hasta dicha avenida con la calle Vicente Loriente, y que bordea el lado Norte de las parcelas 21, 28 y 38 de la manzana 91100; desde el extremo noroccidental de dicha parcela 38 se dirige al vértice Sureste de la parcela 22 de la manzana 91140 a la que bordea hasta contactar con la parcela 19 de la manzana 91140 para seguir el límite meridional de la misma, hasta confluir con el Paseo del Muelle, desde donde se dirige al vértice meridional de la parcela 16 de la manzana 91140, punto donde se inició esta descripción.
La descripción literal de la delimitación del Conjunto Histórico de la Villa de Castropol se basa en el plano parcelario de 1991.
La delimitación del entorno de protección del Conjunto Histórico de la Villa de Castropol es la siguiente: Al Norte, la misma línea que marca el límite Sur del Conjunto Histórico de Castropol. Al oeste, la línea de costa desde el vértice meridional de la parcela 16 de la manzana 91140 hasta el ángulo suroccidental de la parcela 688 del polígono 15, punto en el que toma dirección este y recorre el costado sur de las parcelas 688 y 691 del polígono 15, llegando a continuación a la carretera del puerto, a la que sigue hacia el sur hasta un entronque con la N-634. Desde este punto vira al Noreste y bordea el lado meridional de las parcelas 720 y 717 del polígono 14, para seguir por el flanco septentrional de las parcelas 709, 712, 713, 713b, 713c del polígono 14 hasta llegar al extremo Noreste de esa última, desde donde asciende hacia el Norte siguiendo el costado oriental de las parcelas 690, 682g, 680, 681, 678, 679, 678b, 682e, 682d, 691b, 692b, 693b, 694b, 695, 696, 697 hasta llegar a 691b, 692b, 693b, 694b, 695, 696 y 697 hasta llegar a la mitad de la parcela 698b, donde se quiebra la línea con dirección este para llegar al camino de Villarrasa, donde un nuevo quiebro con sentido norte lleva la línea de delimitación del entorno hasta la carretera N-634, produciéndose el contacto con la delimitación del Conjunto Histórico de la Villa de Castropol en el vértice Sureste de la parcela 04 de la manzana 95135.

## Descripción

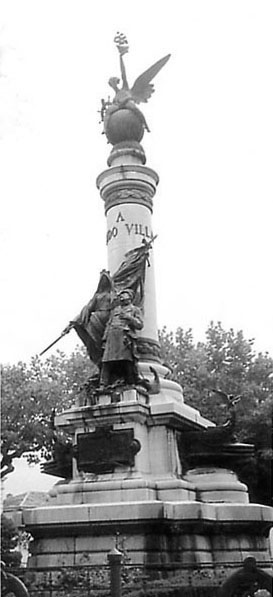
Monumento de 1911 a Fernando Villaamil en el parque de Castropol.

### Datos histórico-artísticos
Sobre un promontorio de reducidas dimensiones, y conformando una pequeña península que avanza hacia el Norte dominando la desembocadura del río Eo, se asienta la actual villa de Castropol como resultado de sucesivas expansiones a lo largo de su historia. Expansiones que, en su devenir, se caracterizan por una espontánea y afortunada adaptación al propio marco geográfico que la acoge y por la gran armonía en la que conviven elementos de diferentes épocas y estilos con los propios de la arquitectura popular, haciendo del enclave un conjunto de gran belleza.
La villa de Castropol apenas conserva testimonios arquitectónicos anteriores al siglo XVI, debido al incendio sufrido durante la noche del 28 de septiembre de 1587; presenta en cambio una amplia muestra de la arquitectura posterior, especialmente de los siglos XVIII y XIX, con construcciones propias de la arquitectura popular, que es la predominante, especialmente en las zonas más antiguas de la villa.
Se trata de edificaciones normalmente de reducidas dimensiones, en las que no es infrecuente encontrar en sus fachadas piedras armeras correspondientes a las familias nobles afincadas de antiguo en la villa. Asimismo, la presencia de remozadas casas solariegas es, con frecuencia, el resultado de reedificaciones barroquizantes realizadas a partir del siglo XVIII, que se encuentran dispersas por diversos lugares. Tanto estas construcciones como las de los siglos XIX y XX, que son prácticamente la mayoría, responden a unos criterios de austeridad propios de una economía no muy dinámica, con el empleo generalizado de materiales propios de la zona, como son las lajas de pizarra.
El empleo de otros materiales constructivos, como los sillares de piedra, se limita fundamentalmente a dinteles, esquinales, recercos y, en muy pocos casos, a zócalos, no faltando ejemplos más recientes en los que el empleo de materiales cerámicos ha sustituido en los cerramientos al tradicional revoco.
A partir de 1854, año en que fue gobernador de Asturias don Manuel Vior, Castropol comenzó a extenderse mediante unos planes de ensanche que afectaron fundamentalmente a la calle de la Fuente y a la que conduce al muelle, ejecutándose en ésta una dura reforma. No obstante, el verdadero ensanche correspondió a la denominada Calle Nueva, que se origina a partir de una apertura realizada por D.
Ramón de Cancio y la Vega con el objeto de parcelar sus tierras para solares.
Todas estas actuaciones, que no parecen responder a un plan urbanístico muy meditado, dieron lugar a la creación de nuevos espacios urbanos, como el parque de Vicente Loriente (castropolense emigrado a Cuba que, a su regreso a la villa, promovió bastantes actuaciones, como es el caso de este parque que lleva su nombre) que fue inaugurado en 1911, o también del monumento al marino Fernando Villaamil, obra realizada por Folgueras, o las mejoras introducidas en el palacio del Marqués de Santa Cruz, adquirido por Loriente en el año 1896).
Tanto el parque como los edificios que lo circundan forman un conjunto de carácter modernista del que parte la Calle Nueva, resultado del ensanche.
Con estas intervenciones urbanísticas, la villa fue cambiando paulatinamente de aspecto, hasta llegar a su actual estado; así, en el año 1867 se construyeron las aceras, hasta entonces inexistentes, al tiempo que se procedió a la instalación del alumbrado público.
Un segundo ensanche se produjo a partir del año 1882, mediante la construcción de la nueva alameda, así como del tramo que une Armián con la zona de San Roque.
En estas zonas de ensanche se inició una actividad constructiva que ocupó los últimos años del siglo XIX y comienzos del XX, levantándose edificios de muy diversas adscripciones estilísticas. Así, por ejemplo, encontramos, compartiendo espacios inmediatos, edificios modernistas y eclécticos; edificios racionalistas y de tradición montañesa. Estas construcciones, que se iniciaron durante la segunda mitad del siglo XIX, con un carácter marcadamente urbano y con un predominio de las alineaciones cerradas, convivirán a su vez con viviendas unifamiliares, tipo chalet, que se implantarán principalmente a partir del siglo actual.
Todas estas actuaciones no fueron ajenas a intereses especulativos que dieron lugar a la desaparición de importantes edificaciones, algunas de las cuales ya habían sido derribadas con anterioridad a los propios ensanches, cual es el caso de los restos del Castillo del Fiel, cuyo derribo ya se efectuó en 1840, construyéndose sobre su solar el actual edificio municipal y la escuela.
Respecto a los viales, éstos son el resultado de las sucesivas adaptaciones de la villa sobre un medio físico muy irregular, que da lugar a una red viaria bastante sinuosa y de acusadas pendientes, especialmente en la parte más antigua de la villa, donde ofrecen rincones y pequeñas plazas de un gran valor ambiental, enmarcadas por edificaciones normalmente compuestas de planta baja y uno o dos pisos, que abren en la calle huecos verticales y adintelados que se cierran mediante carpinterías y contrabalcones a paño con la línea de fachada.
Estas carpinterías, pintadas exteriormente, presentan valores cromáticos muy diversos, siendo las gamas más frecuentes el verde, el gris, el blanco y el sepia, en sus diversas tonalidades.
Estas edificaciones, generalmente revocadas de blanco y con cubiertas de pizarra a dos y cuatro aguas, suelen presentar algunos variados ejemplos de miradores y corredores cerrados, así como balcones corridos, tanto en madera como en hierro, implantados principalmente desde finales del pasado siglo.
En este conjunto urbano coexisten en proximidad, como ya se ha apuntado, edificios barrocos del siglo XVIII, como el citado del Marqués de Santa Cruz de Marcenado, ubicado en la calle Vicente Loriente, o el Palacio de Valledor, sito en la calle Acevedo, o el magnífico edificio de Villa Rosita, emplazado en la Calle del Campo, con fachadas a la calle Acevedo y a la Plaza del Cruzadero. También la arquitectura más reciente, como la ecléctica, la modernista o la popular y regionalista se encuentran avencindadas con construcciones como la de la capilla de Santa María del Campo, fundada en 1461 por Diego García de Moldes.